# A nyugalom völgye
A nyugalom völgye (eredeti címe: The Vale of Rest) John Everett Millais brit festő képe, amelyet 1858-ban készített.
A kép egy fallal körbekerített temetőt ábrázol, benne két katolikus apácával: az egyik sírt ás, a másik imádkozik. A sírt ásó apáca karja megfeszül munka közben, a másik egy rózsafüzért tart a kezében és a néző felé fordul, arcán nyugtalan kifejezéssel.
Tom Lubbock műkritikus így írta le a festményt:
Sírok. Alkonyat. Fallal körbekerített hely. Kísérteties, fenyegető fák. Apácák. Katolikusok (Angliában még akkor is gyanakodvan nézték őket). Szexuális szegregáció. Vallásosság. Úrnő és szolgáló, kiszolgáltatott helyzet, talán valami mélyebb, érzelmi kötődés. Női munka. Valamit eltemetnek vagy kihantolnak. Kettős koszorú. Hullák, titkok összeesküvés, félelem. Ez az a kép, ami semmitől nem riad vissza.
1897-es halála után Millais feleségét, Effie-t a képen ábrázolt temetőben helyezték nyugalomra.

## Fordítás
- Ez a szócikk részben vagy egészben  a   The Vale of Rest című angol Wikipédia-szócikk ezen változatának fordításán alapul.  Az eredeti cikk szerkesztőit annak laptörténete sorolja fel. Ez a jelzés csupán a megfogalmazás eredetét és a szerzői jogokat jelzi, nem szolgál a cikkben szereplő információk forrásmegjelöléseként.

## Külső hivatkozások
- Sir John Everett Millais, The Vale of Rest. 1858